# Мурадов, Анести Христофорович
Анести Христофорович Мурадов (1908 год, село Дагва, Батумский уезд, Батумская область, Российская империя — 1990 год, село Дагва, Кобулетский район, Аджарская АССР, Грузинская ССР) — колхозник колхоза имени Ворошилова Дагвинского сельсовета Кобулетского района Аджарской АССР, Грузинская ССР. Герой Социалистического Труда (1949).

## Биография
Родился в 1908 году в крестьянской семье в селе Дагва Батумского уезда. Окончил местную начальную сельскую школу. Подростком трудился сборщиком цитрусовых плодов в частном хозяйстве. В начале 1930-х годов одним из первых вступил в колхоз имени Ворошилова, который был основан в его родном селе. Первым председателем с 1933 года был Христо Лавасас. Трудился в цитрусовом саду в этом же колхозе.
Участвовал в Великой Отечественной войне. После ранения демобилизовался и возвратился в родное село Дагва, где продолжил трудиться в колхозе имени Ворошилова.
В 1948 году собрал в среднем с каждого дерева по 1433 мандаринов с 400 плодоносящих деревьев. Указом Президиума Верховного Совета СССР от 29 августа 1949 года удостоен звания Героя Социалистического Труда за «получение высоких урожаев сортового зелёного чайного листа и цитрусовых плодов в 1948 году» с вручением ордена Ленина и золотой медали «Серп и Молот» (№ 4664).
Этим же указом званием Героя Социалистического Труда были награждены председатель колхоза Христо Елефтерович Лавасас и одиннадцать тружеников колхоза, в том числе агроном Герасим Панаётович Андреади, звеньевые Перикли Лукич Каситериди, Лазарь Диитриевич Кимициди, Стилиан Иванович Салвариди, колхозники Феофиолакт Христофорович Неаниди, Калиопи Анестиевна Павлиди, Елена Христовна Каситериди, Ольга Петровна Мурадова, София Дмитриевна Симвулиди, Хатиджа Мамудовна Эминадзе.
Трудился в колхозе до выхода на пенсию. Проживал в родном селе Дагва. С 1968 года — персональный пенсионер союзного значения. Умер в 1990 году. Похоронен на местном сельском кладбище.